# Der Spiegel
Pour les articles homonymes, voir Spiegel.
Ne doit pas être confondu avec Der Tagesspiegel.

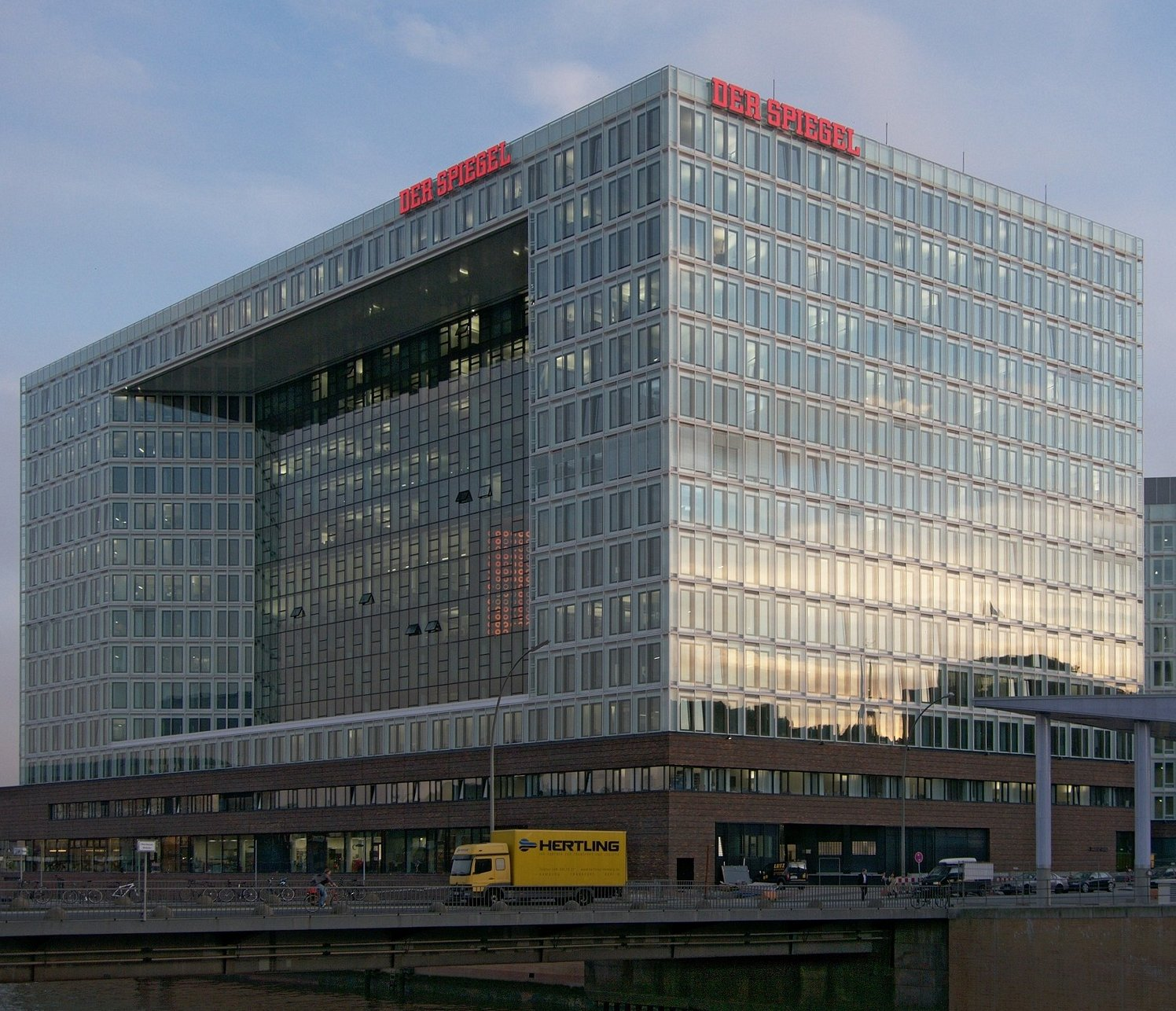
Le siège de l'hebdomadaire à Hambourg.

Der Spiegel /deːɐ ˈʃpiːɡ(ə)l/  (litt. « Le Miroir » en allemand) est un magazine allemand d'investigation créé par Rudolf Augstein en 1946-1947, considéré comme le « pionnier des enquêtes d'investigation » dans son pays et comme la « sentinelle de la démocratie » ou comme  « l'artilleur de la démocratie ».
C'est le plus lu (devant Stern) et le plus influent des hebdomadaires d'information du pays.

## Ligne éditoriale
Der Spiegel est un grand magazine généraliste d’information et d’analyse, de tendance centre-gauche, progressiste et libérale. À l'époque de sa création, la maquette du Spiegel ainsi que sa ligne éditoriale sont conçues sur le modèle des titres américains Time et Newsweek. Sur le plan du contenu, Der Spiegel se distingue par la publication d’enquêtes très fouillées, parfois explosives. Sur le plan du style, il a su adopter une façon plaisante d'aborder les sujets politiques et économiques : s'inspirant du Nouveau Journalisme initié par l"Américain Tom Wolfe, il les « raconte » souvent comme des histoires. Il séduit ainsi un vaste lectorat et de nombreux publicitaires. Un numéro compte environ 200 pages avec un ratio contenu/publicité de 2 pour 1. 
Les magazines français Le Point et L'Express sont influencés, au niveau de la forme, par le Spiegel. 
Ses principaux concurrents allemands sont Stern, au tirage quasi équivalent mais considéré généralement comme « moins rigoureux », et dans une moindre mesure, Die Zeit et Focus, aux lectorats moins importants.

## Historique

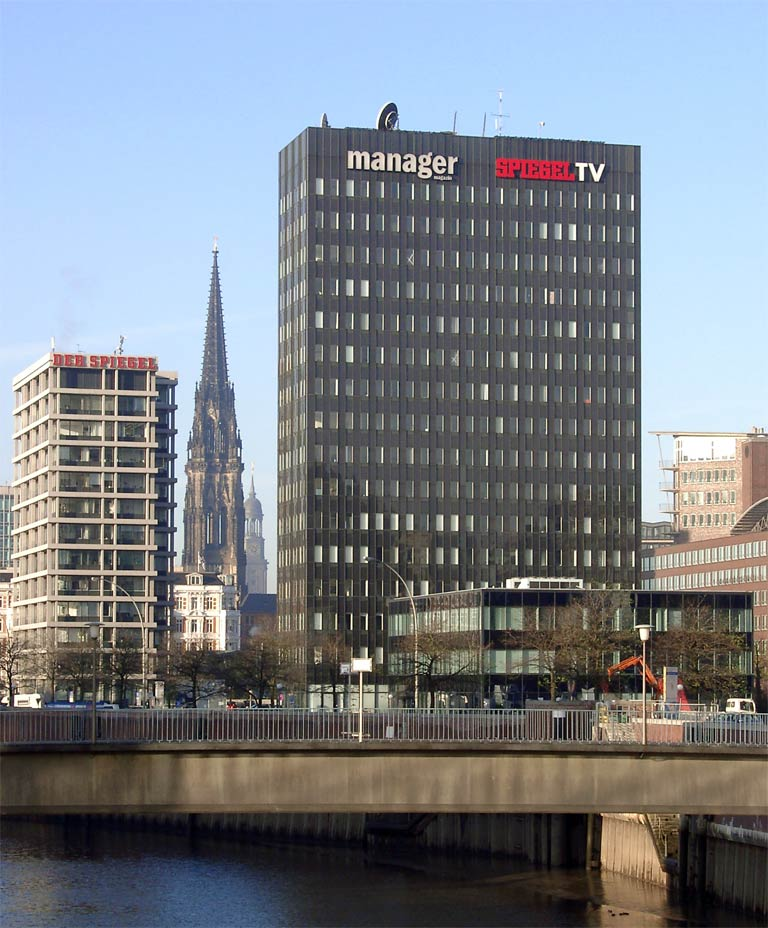
L'ancien siège du Spiegel.

### Création du magazine
À l’initiative de l’occupant britannique, un nouvel hebdomadaire, Diese Woche (Cette Semaine), voit le jour pour quelques numéros en novembre 1946. Mais à la suite d'un désaccord avec les Britanniques, le principal éditeur allemand, Rudolf Augstein, récupère le magazine et lui donne le nom de Der Spiegel. La première édition est publiée le samedi 4 janvier 1947 à Hanovre. Augstein cumule alors les fonctions d’éditeur du magazine et de rédacteur en chef, qu'il conservera jusqu’à sa mort le 7 novembre 2002.
Après 1950, le magazine est la propriété conjointe de Rudolf Augstein et John Jahr, puis de Rudolf Augstein et Richard Gruner (1962). En 1969, Augstein rachète les parts de Gruner pour 42 millions de Deutsche Mark et en devient ainsi l’unique propriétaire. Cette situation ne dure pas puisque Gruner et Jahr rachètent 25 % du titre en 1971.
En 1974, Augstein restructure le journal et propose aux employés d’en devenir actionnaires.
En 1952, le magazine quitte Hanovre pour s’installer dans son propre bâtiment au cœur du vieil Hambourg.

### Développement
La progression de la diffusion du Spiegel est rapide. En 1947, le magazine tire à 15 000 exemplaires. Ce tirage monte à 65 000 en 1948, puis à 437 000 en 1961. Dans les années 1970, il atteint un plateau de 900 000 exemplaires. La barrière du million de lecteurs est franchie en 1990, probablement en raison de l’arrivée de nouveaux lecteurs de l’Allemagne de l’Est à la suite de la réunification. Depuis, son lectorat subit un sensible attrition : au 4e trimestre 2016, son tirage payé est de 777 877 exemplaires. Son concurrent Stern, avec 673 184 exemplaires, subit la même érosion. Créé en 1993, Focus (plus marqué à droite), après avoir connu une progression rapide, voit également la courbe de ses ventes redescendre au-dessous de la barre des 500 000 exemplaires.
La puissance du magazine repose sur deux piliers. Le premier est l’autorité morale qu'il s'est forgée dès les premières années, grâce à la pratique d'un journalisme d’investigation exigeant, confirmée, dans les années 1980, par la publication de nombreux scoops. Cette exigence éditoriale séduit un lectorat éduqué, au pouvoir d'achat supérieur à la moyenne, d'où son attractivité pour la publicité. Ceci contribue grandement à la bonne santé financière du magazine, second pilier sur lequel il s’appuie. Cette prospérité est renforcée par la puissance de sa maison d’édition. Le Groupe Spiegel en effet s’est beaucoup diversifié : production de magazines de programmes de télévision (depuis 1988), publication du mensuel Manager Magazin (de), édition de quatre hors-séries annuels.

### Affaire du Spiegel
Der Spiegel a une longue tradition d’investigation, notamment sur les mœurs politiques allemandes, il s'auto-qualifie de Sturmgeschütz der Demokratie (« artilleur de la démocratie »).
Au début des années 1950, à la suite d'une accusation portée par Der Spiegel, le Bundestag (parlement allemand) se voit contraint de lancer une enquête sur la corruption de ses membres lors du choix de Bonn (préféré à Francfort) comme siège du gouvernement fédéral.
Cette affaire cimente l'image de « sentinelle de la démocratie » du magazine. Il représente pour l'Allemagne de l'époque un nouveau type de presse, investigatrice et affranchie du pouvoir. Il rompt nettement avec le traditionnel « Verlautbarungsjournalismus » (« journalisme de communiqués ») qui se contente de reprendre et de commenter les dépêches des agences de presse. Pour autant, le magazine ne se fixe pas pour but de changer de régime, ni de société, mais de les moraliser en n’hésitant jamais à « faire tomber » des politiques coupables de malversations, d'incompétence ou d'abus de pouvoir.
Ainsi en 1962, il publie un article sur l'impréparation des forces armées allemandes. Le ministre de la Défense, Franz Josef Strauß, célèbre figure de la droite de l’époque, lance alors une enquête sur le Spiegel. Les bureaux du magazine et celui de Augstein sont saccagés par la police et plusieurs journalistes sont arrêtés pour haute trahison. Le chancelier, Konrad Adenauer, parle de « Abgrund von Landesverrat » (« abysses de trahison »). Strauß, bien qu’il n’ait aucune autorité légale pour cela, procède à l’arrestation de l’auteur de l’article, Conrad Ahlers, pendant ses vacances, sur le sol espagnol. Cette « arrestation » constitue une violation du territoire et de la législation d'un pays souverain, et donc un enlèvement. La dénonciation de ces procédures sans base légale ébranle le gouvernement d'Adenauer et Strauß est contraint à la démission.
Depuis, Der Spiegel, perçu comme un bastion de la liberté de la presse, continue à jouer un rôle très important dans de nombreux scandales, notamment politiques.

### Autres affaires
En 1977, le magazine publie en couverture une photo d'une jeune fille nue âgée de onze ans — Eva Ionesco, fille de la photographe française Irina Ionesco — pour illustrer un dossier sur le « commerce des lolitas ». En 2013, le Spiegel fait son mea culpa à ce propos et plus généralement sur l'idéologie de l'époque ; le magazine reconnaît ainsi que « les principaux médias de la République ont contribué à banaliser la pédophilie dans les années de la révolution sexuelle ».
En 2006, Der Spiegel a publié un article sur l'aryanisation de trois propriétés qui avaient appartenu à des propriétaires juifs et qui étaient détenues par la dynastie d'éditeurs Dumont Schauberg. Dumont a exigé avec succès que "Der Spiegel" retire les allégations de l'article Klüngeln im Krieg, affirmant que l'allégation selon laquelle la famille d'éditeurs DuMont avait profité de « l'aryanisation » pendant l'ère nazie était fausse. Neven-Dumont a souligné que Gabriele Neven DuMont a acheté le terrain le 23 mars 1941, trois ans après que le groupe Gerling a acquis le terrain de la famille juive Brandenstein, en payant 255 000 RM, cinq fois le montant que Gerling avait payé en 1938.
En décembre 2018, le magazine révèle qu'un de ses collaborateur les plus connus, Claas Relotius, falsifie ses articles depuis plusieurs années,. Ce journaliste avait été récompensé à de nombreuses reprises. Reconnaissant que cette affaire est « un des moments les plus difficiles de [ses] 70 ans d’histoire », le magazine présente ses excuses à ses lecteurs. L'hebdomadaire assure tirer les leçons de cette crise en réorganisant ses « procédures de sécurisation »  et définissant un « nouvel ensemble de règles journalistiques » selon les recommandations formulées par les membres de la commission d’enquête à la fin de leur rapport.

## Critiques
Une des principales critiques faites au Spiegel concerne la langue utilisée par le magazine. Il est en effet connu pour avoir développé son propre jargon journalistique, généré notamment par son ton souvent sardonique. Wolf Schneider (en), éminent journaliste et linguiste, utilise les citations du magazine comme exemples de mauvais style allemand.
En 1957 l’écrivain Hans Magnus Enzensberger publie son essai Die Sprache des Spiegels (La Langue du Spiegel) dans lequel il critique ce qu’il nomme sa « feinte objectivité ».
Pour contrer cette image négative, Der Spiegel tente de se poser en gardien de la langue en inaugurant en mai 2003 la rubrique Zwiebelfisch sur son site Web. Ces chroniques sont rassemblées en volumes qui font un gros succès de librairie[réf. nécessaire].
Certains critiques, en particulier le biographe d’Augstein et l’écrivain Otto Köhler, ancienne plume du magazine, ont fait état de liens entre le Spiegel et d’anciens nazis (officiers SS notamment)[réf. nécessaire]. 
Certains politiques, de droite comme de gauche, n’ont pas caché leur aversion pour le magazine : le chrétien-démocrate Franz Josef Strauß le surnommait « la Gestapo de notre temps » et le social-démocrate Willy Brandt le qualifiait de Scheißblatt (littéralement « feuille de merde »).

## SpiegelOnline
Le magazine en ligne Spiegel Online, plus connu sous l'acronyme SPON, apparaît en 1994. D’abord accessible aux seuls utilisateurs de CompuServe, le site web est lancé environ six mois plus tard. Il devient rapidement le magazine en ligne le plus consulté en Allemagne. Avec 5,8 millions de visiteurs uniques par mois, il surclasse le site du quotidien Bild et celui de Focus (chiffres de 2009). 
Le contenu, produit par une rédaction spécifique au site, est complété par des informations issues d’autres agences de presse. Le site propose une sélection d’articles gratuits et le téléchargement payant du magazine au format PDF.
Le 21 octobre 2004, une version internationale en anglais, Spiegel International, a été lancée.

## Liste des rédacteurs en chef
- 1962–1968 : Claus Jacobi
- 1968–1973 : Günter Gaus
- 1973–1986 : Erich Böhme et Johannes K. Engel
- 1986–1989 : Erich Böhme et Werner Funk
- 1989–1994 : Hans Werner Kilz et Wolfgang Kaden
- 1994–2008 : Stefan Aust
- 2008–2013 : Mathias Müller von Blumencron et Georg Mascolo
- 2013–   :   Wolfgang Büchner